# Erster Vertikal
Als Erster Vertikal oder Ost-West-Vertikal wird in der Astronomie die Vertikalebene orthogonal zur Meridianebene bezeichnet, also an der Himmelskugel jener Großkreis, der durch Ostpunkt, Zenit, Westpunkt und Nadir verläuft. Sein Ostzweig hat das Azimut 90°, sein Westzweig 270°, wenn das Azimut von Norden aus gezählt wird.
Im Ersten Vertikal erreichen die Sterne in ihrer täglichen (durch die Erdrotation hervorgerufenen) Bewegung die größte vertikale Geschwindigkeit, die in mittleren Breiten etwa 10″/s (Winkelsekunden pro Zeitsekunde) beträgt. Beobachtungstechnisch bedeutet dies, dass ein Sterndurchgang in der Nähe des Ersten Vertikals eine besonders scharfe Zeitmessung aus Zenitdistanzen ermöglicht, was in der Astrogeodäsie eine einfache Methode zur Bestimmung der Sternzeit darstellt. Schon mit einem Sekundentheodolit lassen sich dabei Genauigkeiten besser als eine Zehntelsekunde (ca. 0,05 s) erreichen. In Kombination mit Sternmessungen in der größten Digression lässt sich daher die Auswirkung der Zeitfehler fast völlig eliminieren.
Während im Ersten Vertikal die vertikale Sternbewegung ihr Maximum hat, wird die horizontale Bewegung im Meridian am größten. Davon machen Astronomie und Geodäsie bei der Längen- oder Zeitbestimmung mit Passageninstrumenten Gebrauch.